# Thần thoại Ireland

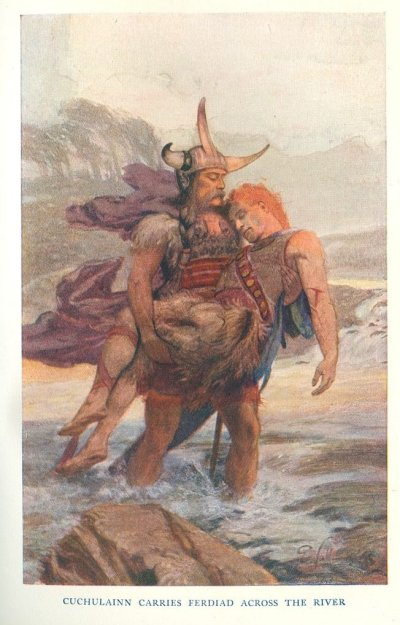
Cuchulainn Cõng Ferdiad Qua Sông.

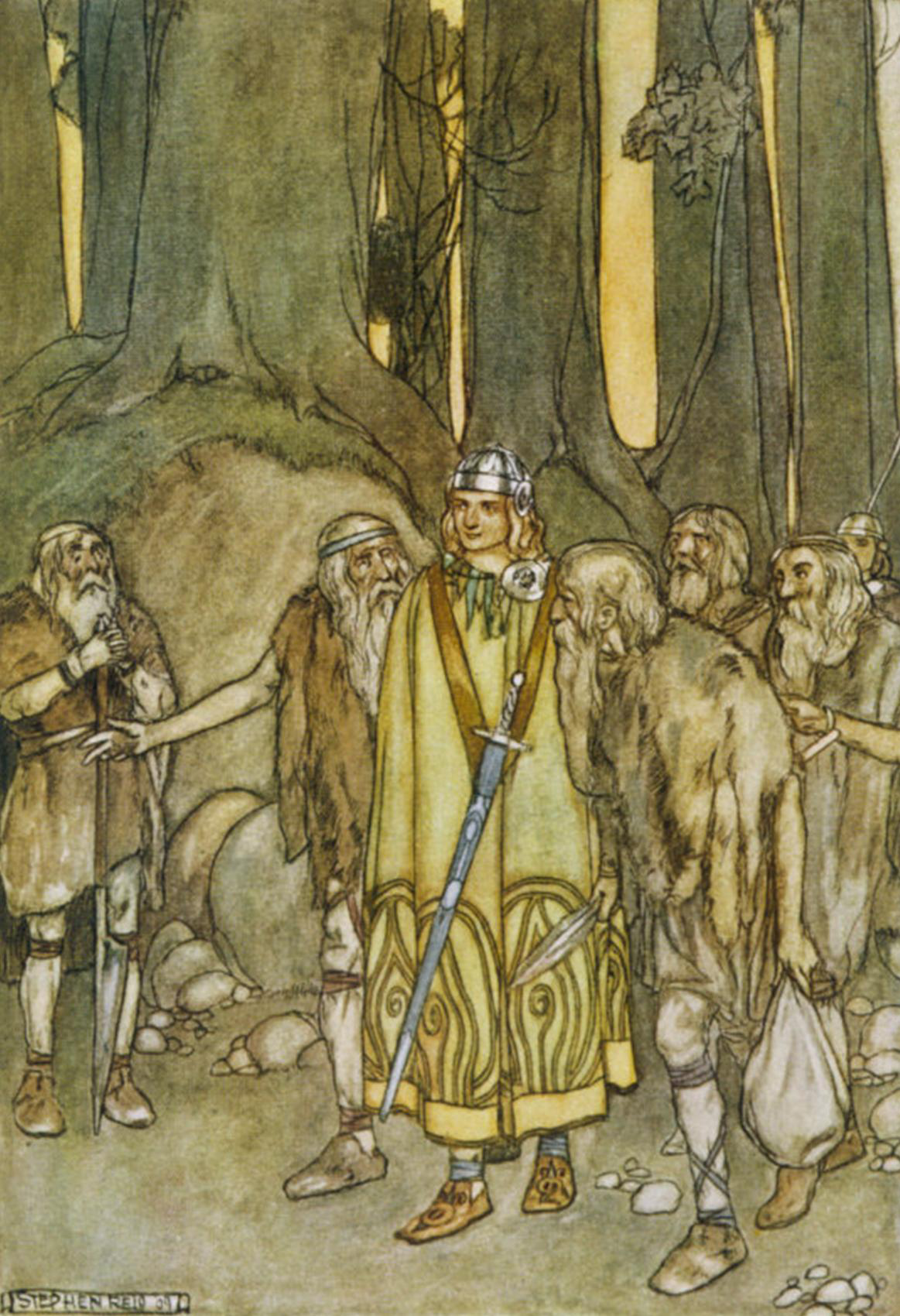
Finn McCool đến hỗ trợ Fianna.

Thần thoại Ireland (tiếng Ireland: Miotaseolaíocht na nGael) là tập hợp những mảnh vỡ rời rạc của văn chương Ireland tiền Công giáo bắt đầu được biết đến qua những biên chép từ trung kỳ trung đại đến nay.

## Lịch sử
Hệ thống thần thoại của người Ireland được soạn thành sách chỉ từ những năm cuối thế kỷ XI sang đầu thế kỷ XII qua sự bảo trợ của Vương thất Hàn lâm viện và một số trường đại học cùng thời. Ngày nay, chúng là nguồn tài liệu quý để tiếp cận phương ngữ Ireland các thế kỷ VI đến VIII.

### Thần phổ
1. Daghda
2. Tailtiu
3. Áine
4. Lugh
5. Manannán Mac Lir

- Boann
- Banba
- Brigid
- Creidhne
- Danu
- Dian Cecht
- Donn
- Ériu
- Étaín
- Fódla
- Macha
- Nechtan
- Aes Sídhe
- Bean Sídhe

### Sự tích
- Tír na nÓg
- Fionn MacCumhaill
- Na Fianna
- Aes Sídhe
- Cú Chulainn
- Tuatha Dé Danann
- The Children of Lir
- Táin Bó Cúailnge
- Salmon of Knowledge
- Mag Mell
- Tech Duinn

### Tiếng Ireland
- Cath Maige Tuired: The Second Battle of Mag Tuired. Elizabeth A. Gray, Ed. Dublin: Irish Texts Society, 1982. Series: Irish Texts Society (Series); v. 52. Irish text, English translation and philological notes.
- Táin Bo Cuailnge from the Book of Leinster. Cecile O'Rahilly, Ed. Dublin Institute for Advanced Studies, 1984.
- Táin Bo Cuailnge Recension I. Cecile O'Rahilly, Ed. Dublin Institute for Advanced Studies 1976. Irish text, English translation and philological notes.

### Tiếng Anh
- Cross, Tom Peete and Clark Harris Slover. Ancient Irish Tales. Barnes and Noble Books, Totowa, New Jersey, 1936 repr. 1988. ISBN 1-56619-889-5.
- Dillon, Myles. The Cycles of the Kings. Oxford University Press, 1946; reprinted Four Courts Press: Dublin and Portland, OR, 1994. ISBN 1-85182-178-3.
- Dillon, Myles. Early Irish Literature. Chicago: University of Chicago Press, 1948; reprinted: Four Courts Press, Dublin and Portland, OR, 1994. ISBN 0-7858-1676-3.
- Joseph Dunn: The Ancient Irish Epic Tale Táin Bó Cúailnge (1914)
- Winifred Faraday: The Cattle-Raid of Cualng. London, 1904. This is a partial translation of the text in the Yellow Book of Lecan, partially censored by Faraday.
- Gantz, Jeffrey. Early Irish Myths and Sagas. London: Penguin Books, 1981. ISBN 0-14-044397-5.
- Kinsella, Thomas. The Tain. Oxford: Oxford University Press, 1970. ISBN 0-19-281090-1.
- Gregory, Lady Augusta. Cuchulain of Muirtheme. First Published 1902.
- Lady Augusta Gregory: Cuchulain of Muirthemne (1902)
- Lady Augusta Gregory: Gods and Fighting Men (1904)
- Juliet Mariller: "Daughter of the Forest", "Son of the Shadows", and "Child of the Prophecy" (Sevenwaters trilogy).
- Coghlan, Ronan Pocket Dictionary of Irish Myth and Legend. Belfast: Appletree, 1985.
- Mallory, J. P. Ed. Aspects of the Tain. Belfast: December Publications, 1992. ISBN 0-9517068-2-9.
- O'Rahilly, T. F. Early Irish History and Mythology (1946)
- O hOgain, Daithi "Myth, Legend and Romance: An Encyclopedia of the Irish Folk Tradition" Prentice Hall Press, (1991): ISBN 0-13-275959-4 (the only dictionary/encyclopedia with source references for every entry)
- Rees, Brinley and Alwyn Rees. Celtic Heritage: Ancient Tradition in Ireland and Wales. New York: Thames and Hudson, 1961; repr. 1989. ISBN 0-500-27039-2.
- Sjoestedt, M. L. Gods and Heroes of the Celts. 1949; translated by Myles Dillon. repr. Berkeley, CA: Turtle Press, 1990. ISBN 1-85182-179-1.
- Williams, J. F. Caerwyn. Irish Literary History. Trans. Patrick K. Ford. University of Wales Press, Cardiff, Wales, and Ford and Bailie, Belmont, Massachusetts. Welsh edition 1958, English translation 1992. ISBN 0-926689-03-7.
- Lenihan, Eddie and Carolyn Eve Green. Meeting the Other Crowd: The Fairy Stories of Hidden Ireland. New York. Jeremy P. Tarcher/Penguin. 2004. ISBN 1-58542-307-6
- Lady Francesca Speranza Wilde, Ancient Legends, Mystic Charms, and Superstitions of Ireland,1887
- Irish Druids and Old Irish Religions,

### Tư liệu
- Jason Savin's recreation of the ancient tales of Irish mythology
- Department of Irish Folklore, Dublin. Includes the National Folklore Archives
- The Celtic Literature Collection – over one hundred ancient texts available to download free
- Legendary Fictions of the Irish Celts
- Timeless Myths: Celtic Mythology
- New tales set in the Fenian cycle
- Joseph Dunn's version of the Tain
- Another source for Joseph Dunn's version of the Tain
- Cecile O'Rahilly's version of the Tain
- Gods and Fighting Men
- Buile Shuibhne
- Acallamh na Senórach
- Deirdre of the Sorrows
- Celtic Myth Podshow Irish Mythological Cycle Lưu trữ ngày 13 tháng 2 năm 2011 tại Wayback Machine